# NGC 2475
NGC 2475 је елиптична галаксија у сазвежђу Рис која се налази на NGC листи објеката дубоког неба.
Деклинација објекта је + 52° 51' 26" а ректасцензија 7h 57m 58,8s. Привидна величина (магнитуда) објекта NGC 2475 износи 13,3 а фотографска магнитуда 14,3. NGC 2475 је још познат и под ознакама UGC 4114, MCG 9-13-96, CGCG 262-52, KCPG 147A, PGC 22321.